# لور دوتیل
لور دوتیل (فرانسوی: Laure Duthilleul‎؛ زادهٔ ۱۴ ژانویهٔ ۱۹۵۹) بازیگر، کارگردان، فیلم‌نامه‌نویس اهل فرانسه است.
از فیلم‌ها یا برنامه‌های تلویزیونی که وی در آنها نقش داشته‌است می‌توان به دیوا، یک پسر بد، داستان ماری، پیش پا افتاده اشاره کرد.